# توماس هورتو
توماس هورتو (بالفرنسية: Thomas Heurtaux)‏ (3 يوليو 1988 ليزيو فرنسا - ) هو لاعب كرة قدم فرنسي، يلعب كمدافع.

## وصلات خارجية
توماس هورتو على موقع اتحاد تركيا (لاعب) (الإنجليزية)
- توماس هورتو على موقع قاعدة بيانات كرة القدم.إي يو (الإنجليزية)
- توماس هورتو على موقع Soccerbase.com (لاعب) (الإنجليزية)
- توماس هورتو على موقع Soccerway.com (الإنجليزية)
- توماس هورتو على موقع عالم كرة القدم.نت (الإنجليزية)
- توماس هورتو على موقع AS.com (الإسبانية)